# Enchantment (1948)
Enchantment is een Amerikaanse romantische dramafilm uit 1948, geregisseerd door Irving Reis met in de hoofdrollen David Niven, Teresa Wright en Evelyn Keyes. De film werd geproduceerd door Samuel Goldwyn en is gebaseerd op de roman A Fugue in Time uit 1945 van Rumer Godden.

## Verhaal
In Londen tijdens de Tweede Wereldoorlog bezoekt de drieste Amerikaanse soldate Grizel Dane (Evelyn Keyes) haar oudoom, de bejaarde generaal Sir Roland 'Rollo' Dane (David Niven), op zoek naar onderdak.
Met behulp van flashbacks wordt de geschiedenis van de familie Dane onthuld. De eerste speelt zich af wanneer Rollo (Peter Miles) een kind is. Hij en zijn oudere broers en zussen, Selina (Sherlee Collier) en Pelham (Warwick Gregson), worden voorgesteld aan Lark Ingoldsby (Gigi Perreau) door hun vader (Colin Keith-Johnston). Hij legt uit dat haar ouders zijn omgekomen bij de ramp met de Tay Bridge en dat ze als lid van de familie bij hen zal wonen. Selina heeft meteen een hekel aan de nieuwkomer.

## Rolverdeling
- David Niven als generaal Sir Roland 'Rollo' Dane
- Teresa Wright als Lark Ingoldsby
- Evelyn Keyes als Grizel Dane
- Farley Granger als piloot Pax Masterson
- Jayne Meadows als Selina Dane
- Leo G. Carroll als Proutie, de butler van de familie Dane
- Philip Friend als Pelham Dane
- Shepperd Strudwick als de markies Guido Del Laudi
- Henry Stephenson als generaal Fitzgerald
- Colin Keith-Johnston als meneer Dane
- Gigi Perreau als Lark als kind
- Peter Miles als Rollo als kind

## Ontvangst
De Brooklyn Eagle beschreef de film als "prachtig verpakt (...) een kerstcadeau voor iedereen die hun liefdesverhalen tussen zuchten en onderdrukte tranen willen horen." De acteerprestaties en regie werden alom geprezen.